# ヤコビ線

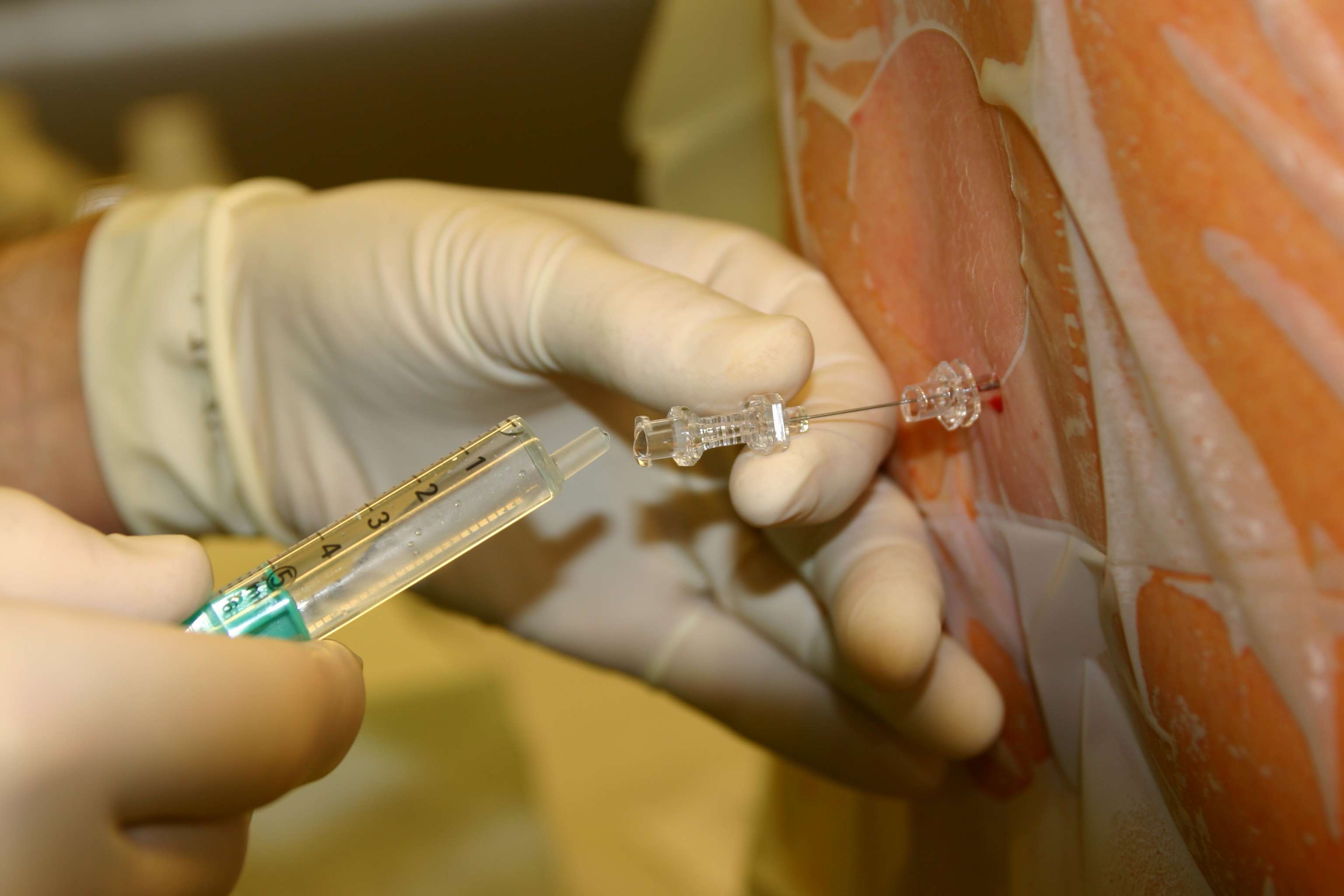
腰椎麻酔。ヤコビ線を参考にする。

ヤコビ線(Jacoby line)とは、左右の腸骨稜の最高点を結んだ線のこと。腰椎穿刺や脊髄くも膜下麻酔を安全に行うための基準となる。

## 概要
脊髄は腰椎1番もしくは2番の位置で脊髄円錐となり、その後は終糸という細い構造物となる。ヤコビ線は第4腰椎の棘突起前後の位置にある。終糸は髪の毛より少し太い程度の構造物が脳脊髄液に浮いているような状態であるため、針を刺した場合、針を避け傷つける可能性は極めて低く、ヤコビ線より下方で針を刺すことにより安全に腰椎穿刺や脊髄くも膜下麻酔を行うことができる。臨床的に重要なラインである。ただ、妊婦に関しては妊娠中は腰椎前湾が高度になるため、ヤコビ線のみに依存した診断は不正確になる場合があることも指摘されている。